# Gavia (geslacht)
Gavia is een geslacht van vogels uit de familie duikers (Gaviidae).

## Soorten
Het geslacht kent de volgende vijf soorten:
- Gavia adamsii – Geelsnavelduiker
- Gavia arctica – Parelduiker
- Gavia immer – IJsduiker
- Gavia pacifica – Pacifische parelduiker
- Gavia stellata – Roodkeelduiker